# Calder Cup

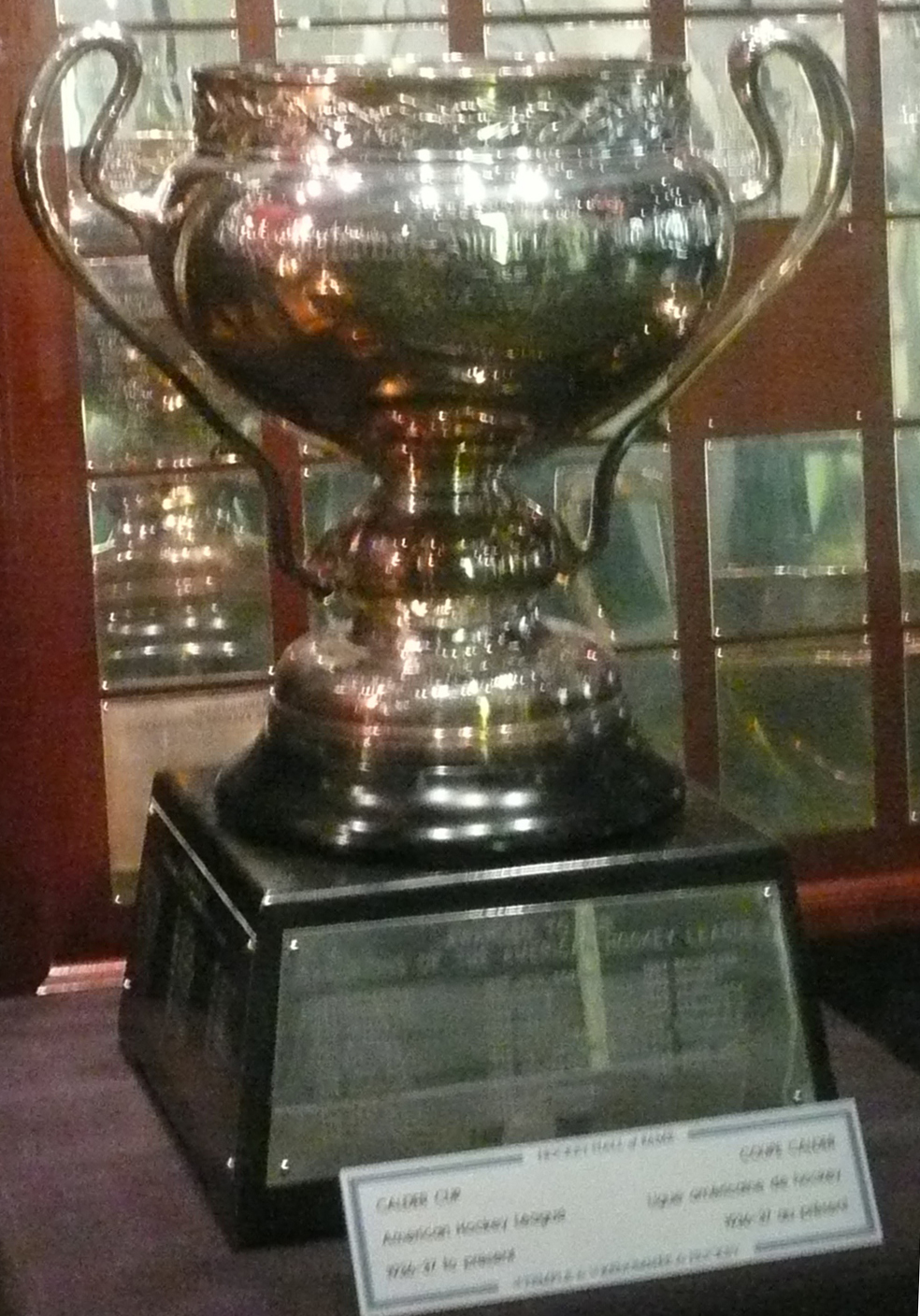
Calder Cup

La Calder Cup es un trofeo anual otorgado al campeón de la American Hockey League. Es el segundo trofeo más antiguo aún vigente de un play off de hockey sobre hielo tras la Stanley Cup de la National Hockey League. Syracuse Stars fue el primer campeón de este trofeo, en 1937.
El trofeo toma su nombre de Frank Calder, quien fuera primer presidente de la NHL. También dio nombre al Trofeo Calder, entregado anualmente al rookie del año de la NHL.
El Actual campeón de la copa calder son los Hershey Bears ganando la final por 4-2 a los Coachella Valley Firebirds el 24/6/24